# Baconin Borzacchini
Baconin / Mario Umberto Borzacchini (ur. 28 września 1898 w Terni, zm. 10 września 1933 w Monzy) – włoski kierowca wyścigowy i motocyklowy.

## Kariera
Borzacchini rozpoczął karierę sportową w wyścigach motocyklowych. W 1925 roku zamienił motocykl na 1.1 l samochód Salmson. W tym samym sezonie pierwszy raz stanął na podium. W wyścigu w Perugii uplasował się na drugiej pozycji. W kolejnym sezonie wygrał Targa Florio Junior, pokonując Luigi Fagioli. W późniejszych latach zmienił samochód na Maserati, w którym w 1930 roku wystartował w wyścigu Indianapolis 500, którego jednak nie ukończył. W tym samym roku wygrał Grand Prix Trypolisu. Na sezon 1931 Włoch podpisał kontrakt z ekipą Alfa Corse i w samochodzie Alfa Romeo startował w wyścigach zaliczanych do Mistrzostw Europy AIACR. Nie odniósł w nich żadnego zwycięstwa, jednak w Grand Prix Włoch, Grand Prix Francji i Grand Prix Belgii stawał na drugim stopniu podium. Ostatecznie z dorobkiem jedenastu punktów stanął na najniższym stopniu podium klasyfikacji generalnej. W kolejnym sezonie, będąc jednym z faworytów do tytułu Mistrza Europy był drugi w Grand Prix Francji oraz trzeci w Grand Prix Włoch i Grand Prix Niemiec. Jednak uzbierane osiem punktów wystarczyło tylko na tytuł wicemistrzowski. Sezon 1933 rozpoczął od drugich miejsce w Grand Prix Tunisu i Grand Prix Monako. Podczas Grand Prix Monzy 10 września 1933 roku na pierwszym okrążeniu Borzacchini walczył z Camparim o prowadzenie. Samochód Campariego wpadł w poślizg i wypadł z toru, powodując śmierć Włocha. Sam Borzacchini bezskutecznie próbował uniknąć wypadku. Również on zginął na miejscu.